# Bromma IF
Bromma IF (Bromma Idrottsförening) är en ideell friidrottsförening i Bromma i Stockholm.
Föreningen grundades 1952 och har sin hemmaarena på Stora Mossens IP i Bromma. Bromma IF bedriver även träningsverksamhet på Ängby IP, Kristinebergs IP och Spånga IP. Klubbdräkten är marinblå.
Varje år arrangerar föreningen Tolvanloppet, Solviksloppet, Brommaspelen, Västerortskampen och Friidrottsskolan.